# William Arnold Bromfield
William Arnold Bromfield, född 1801 i Boldre, New Forest, Storbritannien, död 1851, var en brittisk botaniker.